# كسوف الشمس 21 أبريل 2069
سيحدث كسوف جزئي للشمس في 21 أبريل 2069. يحدث كسوف الشمس عندما يمر القمر بين الأرض والشمس، وبالتالي يحجب صورة الشمس كليًا أو جزئيًا عن مشاهد على الأرض. يحدث كسوف جزئي للشمس في المناطق القطبية من الأرض عندما يغيب مركز ظل القمر عن الأرض.

## الخسوفات ذات الصلة

### كسوف الشمس 2069-2072
هذا الكسوف هو جزء من سلسلة فصلية يتكرر فيها كسوف الشمس كل 177 يومًا تقريبًا و 4 ساعات (فصل) في العقد المتناوبة من مدار القمر.
| 120 | 21 ابريل2069 جزئي | 125 | اكتوبر 15, 2069 جزئي |
| 130 | 11ابريل 2070 كلي  | 135 | اكتوبر 4, 2070 جزئي  |
| 140 | 31 مارس 2071 كلي  | 145 | 23, سبتمبر2071 كلي   |
| 150 | 19,مارس 2072 جزئي | 155 | 12سبتمبر 2072 الكلي  |

### ساروس -120
هذا الكسوف جزء من دورة ساروس 120، يتكرر كل 18 سنة، 11 يومًا، يحتوي على 71 حدثًا. بدأت السلسلة مع كسوف جزئي للشمس في 27 مايو 933 م، ووصلت إلى كسوف حلقي في 11 أغسطس، 1059. حدث هجين لمدة 3 تواريخ: 8 مايو 1510 حتى 29 مايو 1546 والكسوف الكلي من 8 يونيو 1564 حتى 30 مارس 2033. تنتهي السلسلة عند العضو 71 ككسوف جزئي في 7 يوليو 2195. الأطول كانت المدة الإجمالية دقيقتين و 50 ثانية في 9 مارس 1997. كل الكسوف في هذه السلسلة يحدث عند العقدة الهابطة للقمر.
| تحدث أعضاء السلسلة 55-65 بين عامي 1901 و 2100 | تحدث أعضاء السلسلة 55-65 بين عامي 1901 و 2100 | تحدث أعضاء السلسلة 55-65 بين عامي 1901 و 2100 |
| 55                                            | 56                                            | 57                                            |
| --------------------------------------------- | --------------------------------------------- | --------------------------------------------- |
| كسوف الشمس في 14 يناير 1907 ‏                  | كسوف الشمس في 24 يناير 1925 ‏                  | كسوف الشمس في 4 فبراير 1943 ‏                  |
| 58                                            | 59                                            | 60                                            |
| كسوف الشمس في 15 فبراير 1961 ‏                 | كسوف الشمس في 26 فبراير 1979 ‏                 | كسوف الشمس في 9 مارس 1997 ‏                    |
| 61                                            | 62                                            | 63                                            |
| كسوف الشمس 20 مارس 2015                       | كسوف الشمس 30 مارس 2033                       | كسوف الشمس 11 أبريل 2051                      |
| 64                                            | 65                                            |                                               |
| كسوف الشمس 21 أبريل 2069                      | كسوف الشمس 2 مايو 2087                        |                                               |